# یواس‌اس بوگاینویل (سی‌وی‌ئی-۱۰۰)
یواس‌اس بوگاینویل (سی‌وی‌ئی-۱۰۰) (به انگلیسی: USS Bougainville (CVE-100)) یک کشتی بود که طول آن ۵۱۲ فوت ۳ اینچ (۱۵۶٫۱۳ متر) بود. این کشتی در سال ۱۹۴۴ ساخته شد.